# نیشیما، فوکوشیما
نیشیما، فوکوشیما (به لاتین: Mishima, Fukushima) یک منطقهٔ مسکونی در ژاپن است که در استان فوکوشیما واقع شده‌است. نیشیما ۹۰٫۸۳ کیلومترمربع مساحت و ۱٬۷۲۴ نفر جمعیت دارد.